# Bomässa

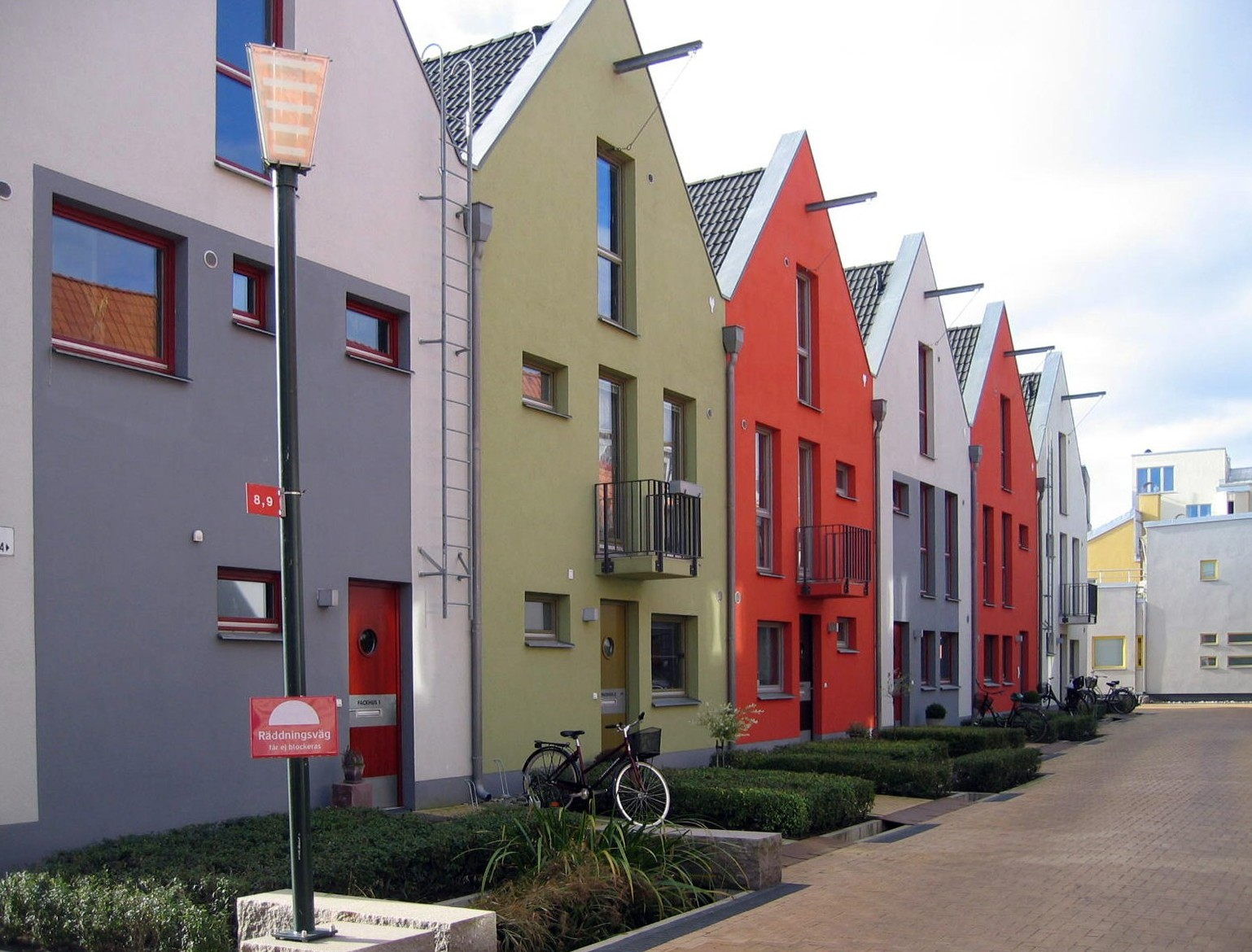
Hus från Bo01 i Malmö år 2001.

Bomässa, eller bostadsmässa, är en utställning som visar nya bostäder i ett område.

## Internationellt

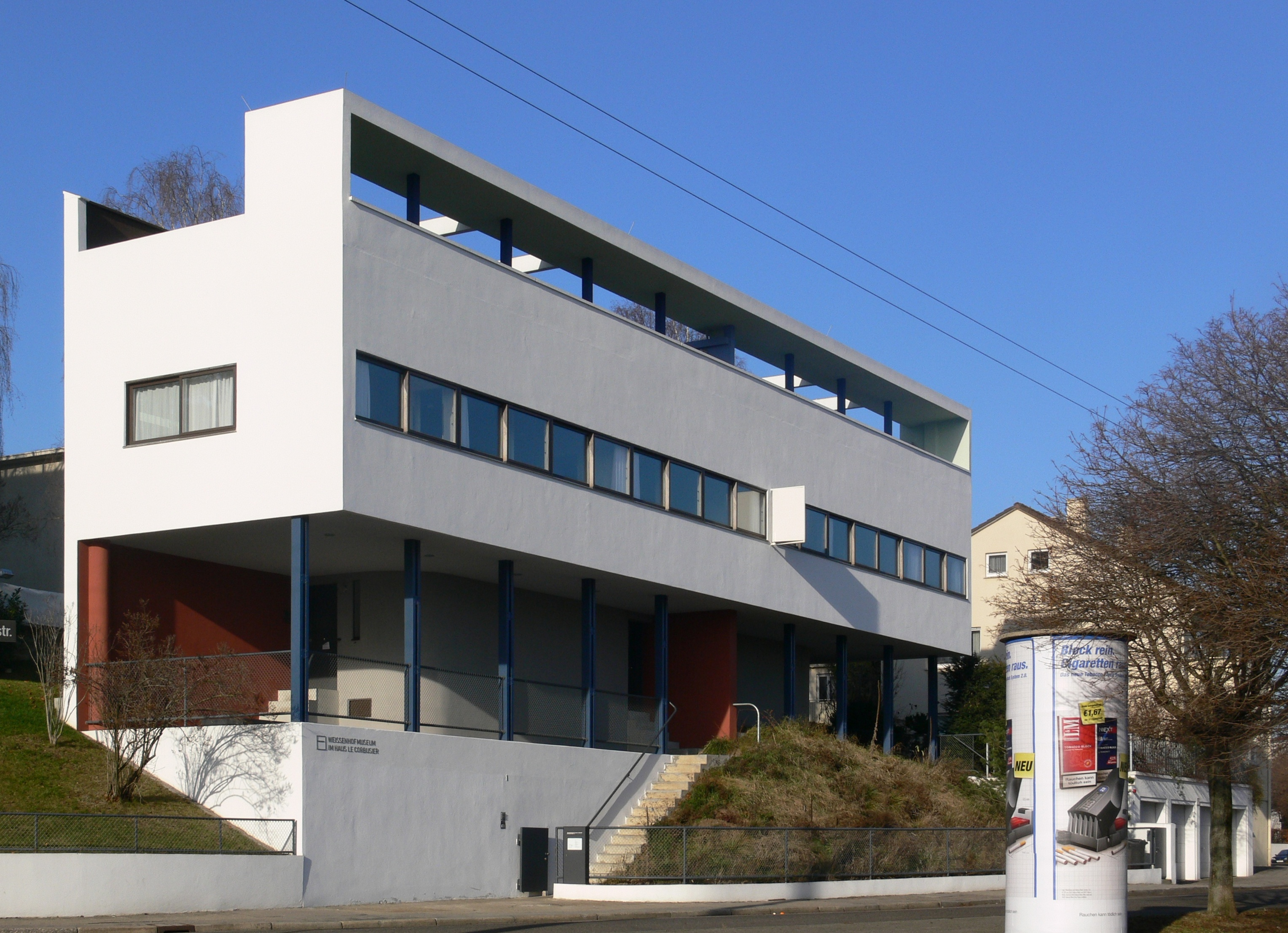
Le Corbusier & P. Jeanneret, parhus, Weissenhofsiedlung, Stuttgart. Uppfört 1927.

Ett genomslag för bostadsmässan som exponent för ny arkitektur och nya bostadsformer var utställningen Die Wohnung i Stuttgart 1927. Det mest uppseendeväckande här var bostadsområdet Weissenhofsiedlung i vilket 21 byggnader med ett 60-tal lägenheter uppfördes som villor, parhus och flerfamiljshus. Initiativet till utställningen togs 1925 av Deutscher Werkbund. Huvudansvarig var Ludwig Mies van der Rohe som engagerade 16 välkända arkitekter. Utställningen öppnade den 23 juli 1927 och efter att den stängts flyttade boende in. Katalogen Bau und Wohnung var formgiven av Willi Baumeister.
Weissenhofsiedlung inspirerade dels till bildandet av CIAM året efter, dels till en rad bomässor till exempel i Brno, Breslau(nu Wrocław), Basel, Prag, Wien, Zürich liksom i Stockholm (1930).

## Sverige
Den första renodlade bostadsmässan i Sverige var Bo85 som hölls i Upplands Väsby 1985, efter ett initiativ från Bostadsdepartementet som ville uppmuntra kvalitativt och långsiktigt byggande.
Redan före 1985 förekom bostadsutställningar, exempelvis Bo Bättre i norra Guldheden i Göteborg. Utställningen ägde rum mellan den 17 augusti och 16 september 1945 och kom till med anledning av Svenska slöjdföreningens 100-årsjubileum. Bygge och Bo var en svensk organisation som arrangerade bostadsutställningar under 1920-talet. Den mest kända av utställningarna var Bygge och Bo i Bo på Lidingö 1925. Vid utställningen 1925 deltog flera av tiden ledande arkitekter med ritningarna till villorna som uppfördes efter en stadsplan av Sven Markelius.

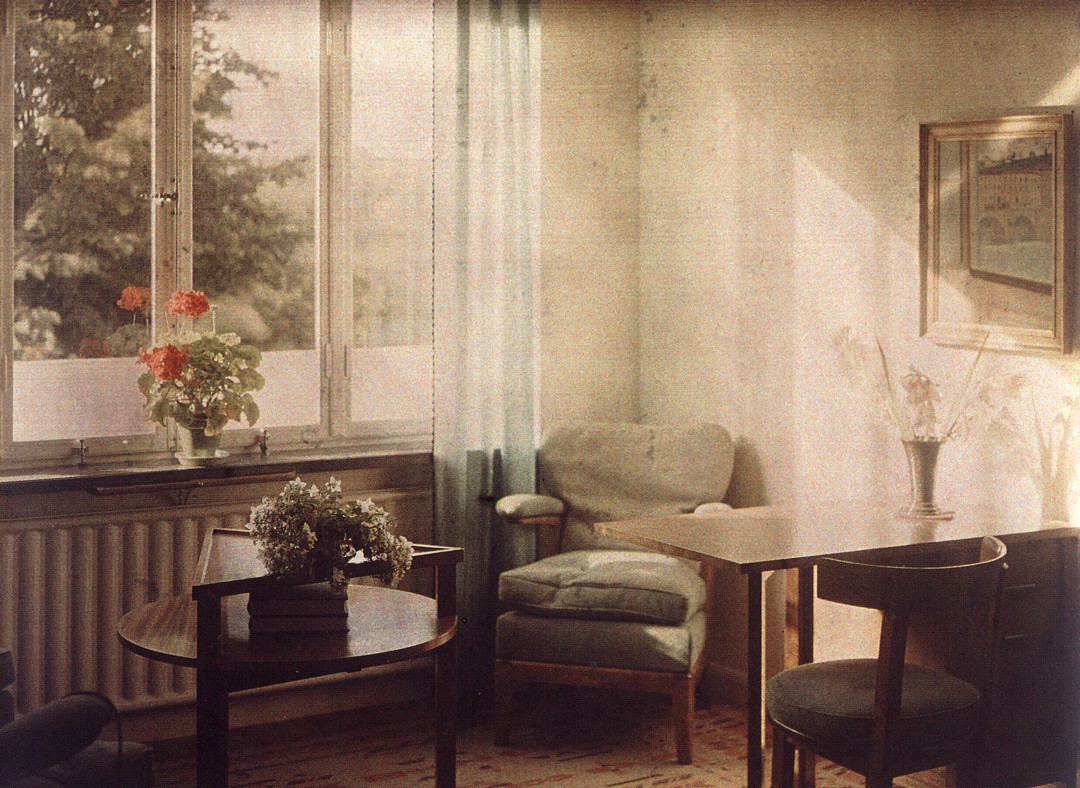
Stockholmsutställningen 1930, typlägenhet.

Nyproducerade bostäder med förslag till utseendet, byggandet och inredning förekom även i samband med större utställningar, här kan nämnas Stockholmsutställningen 1930 som var startsignalen för funktionalismen i Sverige. Utställningens bostadsavdelning var utformad av bland andra arkitekterna Sven Markelius, Paul Hedqvist, Kurt von Schmalensee, Nils Ahrbom, Helge Zimdal, Uno Åhrén och Sigurd Lewerentz. Den innehöll hyreslägenheter, villor och radhus, allt var möblerat efter det nya idealet.  Helsingborgsutställningen 1955 var en internationell utställning för arkitektur, bostad och formgivning. Här höll Per Borgström i bostadsavdelningen och Anders William-Olsson, Mårten Larsson samt Lena Larsson (NK) skapade bostaden Skal och kärna.

### Svenska bomässor i kronologisk ordning
- 1925: Bygge och Bo, Lidingöutställningen, Bo i Lindingö
- 1930: Stockholmsutställningen, Stockholm
- 1938: Vi Bo: Ribershus, Malmö
- 1944: Vi bo i Friluftstaden, Malmö
- 1945: Bo Bättre, norra Guldheden Göteborg
- 1954: Bo54, Lund
- 1955: H55-utställningen, Helsingborg
- 1964: NU64, Norrköping
- 1985: Bo85: Upplands Väsby
- 1986: Bo 86, Malmö
- 1987: Bo87, Umeå
- 1988: Bo88, Gävle
- 1992: Bo92, Örebro gamla flygfält, Örebro
- 1993: Bomässan 1993, Stumholmen, Karlskrona
- 1994: Nordisk bostadsutställning, Borås
- 1997: Bo97: Staffanstorp
- 1998: Bygga Bo 98, Nybodahöjden, Stockholm
- 1999: H99: Helsingborg
- 2001: Bo01: Västra Hamnen, Malmö
- 2002: Bostad 02: Hammarby Sjöstad, Stockholm
- 2006: TenstaBo 06, Tensta, Stockholm
- 2007: Leva&Bo07, Trelleborg
- 2012: Bomässan 2012, Annedal, Sundbyberg
- 2017: Vallastaden 2017, Linköping

### Dagens bomässor
Bomässorna anordnas för det mesta av en enskild kommun, även om de får statligt understöd och har privata intressenter. De syftar till att utveckla byggandet och utformningen av såväl enskilda hus som hela samhällen. Arrangemangen brukar ha ett genomgående tema, exempelvis miljö, integration eller ekologi. Bomässorna hålls ofta på ett begränsat område där olika arkitektkontor blir inbjudna till tävlingar om utformningen. I vissa fall produceras helt nya bostadsområden, medan man i andra fall väljer att utgå från befintlig bebyggelse som man sedan låter förändra.
Under senare tid har ofta organisationen SVEBO stått som arrangör för svenska bomässor. Bland annat mässan i Västra Hamnen i Malmö kom sig av att Malmö kandiderade till den av SVEBO planerade Bo01-mässan. Linköpings kommun arrangerar hösten 2017 Bo- och samhällsexpot Vallastaden 2017, i den nybyggda stadsdelen Vallastaden strax utanför Linköping.